# Galina Čistjakova
Galina Valentinovna Čistjakova (in russo Галина Валентиновна Чистякова?; Izmaïl, 26 luglio 1962) è un'ex lunghista e triplista sovietica naturalizzata slovacca, detentrice del record mondiale del salto in lungo con 7,52 m.

## Biografia
Nel salto in lungo Galina Čistjakova vinse gli Europei indoor del 1985 e giunse seconda agli Europei del 1986. Nel 1988 vinse il bronzo ai Giochi olimpici di Seul; lo stesso anno, ottenne, con la misura di 7,52 metri, il record mondiale di specialità.
Si laureò campionessa europea indoor per altre due volte (1989 e 1990) e nel 1990 vinse anche il primo campionato europeo indoor di salto triplo. Sempre nel 1990 si operò al ginocchio: dopo l'operazione non tornò più alla migliore condizione.
Dopo la dissoluzione dell'Unione Sovietica divenne cittadina russa. Nell'ultima parte della sua carriera, conseguì la cittadinanza slovacca: con la misura di 14,41 m, ottenuta a Londra nel luglio 1996, ha detenuto il record nazionale slovacco nel salto triplo.

## Record nazionali
Seniores
- Salto in lungo: 7,52 m (+1,4 m/s) ( Leningrado, 11 giugno 1988)
- Salto in lungo indoor: 7,30 m ( Lipeck, 28 gennaio 1989)

## Palmarès
| Anno                                     | Manifestazione  | Sede         | Evento         | Risultato | Prestazione | Note            |
| ---------------------------------------- | --------------- | ------------ | -------------- | --------- | ----------- | --------------- |
| In rappresentanza dell' Unione Sovietica |                 |              |                |           |             |                 |
| 1985                                     | Europei indoor  | Il Pireo     | Salto in lungo | Oro       | 7,02 m      |                 |
| 1986                                     | Europei         | Stoccarda    | Salto in lungo | Argento   | 7,09 m      |                 |
| 1987                                     | Europei indoor  | Liévin       | Salto in lungo | Argento   | 6,89 m      |                 |
| 1987                                     | Mondiali indoor | Indianapolis | Salto in lungo | 4ª        | 6,66 m      |                 |
| 1987                                     | Mondiali        | Roma         | Salto in lungo | 5ª        | 6,99 m      |                 |
| 1988                                     | Europei indoor  | Budapest     | Salto in lungo | Argento   | 7,24 m      |                 |
| 1988                                     | Giochi olimpici | Seul         | Salto in lungo | Bronzo    | 7,11 m      |                 |
| 1989                                     | Europei indoor  | L'Aia        | Salto in lungo | Oro       | 6,98 m      |                 |
| 1989                                     | Mondiali indoor | Budapest     | Salto in lungo | Oro       | 6,98 m      |                 |
| 1990                                     | Europei indoor  | Glasgow      | Salto in lungo | Oro       | 6,85 m      |                 |
| 1990                                     | Europei indoor  | Glasgow      | Salto triplo   | Oro       | 14,14 m     | Record mondiale |
| In rappresentanza della Slovacchia       |                 |              |                |           |             |                 |
| 1996                                     | Giochi olimpici | Atlanta      | Salto in lungo | 22ª (q)   | 6,33 m      |                 |
| 1996                                     | Giochi olimpici | Atlanta      | Salto triplo   | 13ª (q)   | 14,14 m     |                 |

## Altre competizioni internazionali
1984
- Bronzo ai Friendship Games ( Mosca), salto in lungo - 7,11 m

1985
- Coppa Europa di atletica leggera ( Mosca)
- Argento in Coppa del mondo ( Canberra), salto in lungo - 7,01 m

1986
- Oro ai Goodwill Games ( Mosca), salto in lungo - 7,27 m

1989
- Oro in Coppa del mondo ( Barcellona), salto in lungo - 7,10 m

1992
- Argento in Coppa del mondo ( L'Avana), salto triplo - 13,67 m